# Station Saint-Omer-en-Chaussée
Station Saint-Omer-en-Chaussée is een spoorwegstation in de Franse gemeente Saint-Omer-en-Chaussée.